# Menorca (gallina)
La gallina Menorca (oficialmente menorquina) es una raza autóctona de gallina española originaria de la isla de Menorca, que los ingleses se llevaron durante su dominación en el siglo XVIII, por lo que se puede considerar una raza internacional.
Está incluida en el Catálogo Oficial de Razas de Ganado de España del Ministerio de Agricultura, Pesca y Alimentación, y catalogada como especie en peligro de extinción, como la mayor parte de gallinas autóctonas españolas.

## Historia
La gallina menorquina se originó a partir de las gallinas negras típicas de Menorca, que fueron llevadas a Inglaterra en el siglo XVIII donde se seleccionó y mejoró la raza. En la novela de 1945 de George Orwell Rebelión en la granja, se menciona a tres gallinas negras menorquinas que se rebelan contra el régimen de Napoleón en la granja.
En el año 2001 se creó una asociación para su protección, y actualmente son criadas solo por algunos avicultores aficionados.

## Características
La gallina menorquina es la más grande de la clase mediterránea; los gallos pesan hasta 4 kg y las gallinas hasta 3,5 kg. Son aves de utilidad y antaño fueron criadas en gran número por su carne y por sus huevos. La distinción más importante es la cutícula blanca en sus oídos, bastante grande al igual que la española cara blanca.
Son clasificadas en la clase Mediterránea por la American Poultry Association. Ponen  huevos blancos, del orden de cien a ciento veinte al año. Maduran rápidamente y comienzan el canto antes que otras razas. Está muy relacionada con la española cara blanca y con la castellana negra.